# Fockendorf
Fockendorf è un comune della Germania di 784 abitanti situato nel circondario dell'Altenburger Land in Turingia.